# Primii oameni pe Lună (film din 1964)
Primii oameni pe Lună (titlu original: First Men in the Moon) este un film SF britanic din 1964 regizat de Nathan H. Juran. În rolurile principale joacă actorii Edward Judd, Martha Hyer și Lionel Jeffries. Scenariul se bazează pe romanul Primii oameni în Lună de  H. G. Wells.

## Distribuție
- Edward Judd ca Bedford
- Martha Hyer ca Kate
- Lionel Jeffries - Cavor
- Miles Malleson ca Dymchurch registrar
- Norman Bird ca Stuart, Moon landing crew
- Gladys Henson ca nursing home matron
- Hugh McDermott ca Richard Challis, UN Space Agency
- Betty McDowall ca Margaret Hoy, UN Space Agency
- Hugh Thomas* ca announcer
- Erik Chitty* ca Gibbs
- Peter Finch* ca bailiff's man
- Marne Maitland* ca Dr. Tok, UN Space Agency

* Nemenționat pe ecran.